# Stefano Davanzati
Stefano Davanzati, né le 5 mars 1957 à Livourne, est un acteur italien. Il est principalement connu en France pour avoir tenu le rôle de Cataldo dans la saga La Caverne de la Rose d'Or.

## Filmographie

### Cinéma
- 1985 : La Vénitienne de Mauro Bolognini
- 1986 : Adieu Moscou de Mauro Bolognini
- 1987 : Cartes postales d'Italie (Cartoline italiane) de Memè Perlini

### Television
- 1988 : Les Indifférents (Gli indifferenti) de Mauro Bolognini
- 1991-1992 : La Caverne de la Rose d'Or de Lamberto Bava
- 1999 : Les Destins du cœur
- 2012-2014 : Un posto al sole